# 하동 정서리 석조여래입상
하동 정서리 석조여래입상(河東 亭西里 石彫如來坐像)은 대한민국 경상남도 하동군 악양면 정서리에 있는 석불이다. 1972년 2월 12일 경상남도의 유형문화재 제45호로 지정되었다.

## 개요
불신과 광배가 하나의 돌에 새겨진 불상으로 양 손이 없어진 것을 제외하면 원래의 형태가 거의 완전하게 유지되고 있다.
민머리 위에는 상투 모양의 머리묶음이 높게 표현되었으며 길고 가는 눈, 작은 입술 등에서 고려적인 특징이 보인다. 양 어깨를 감싸고 있는 옷은 둥글고 단아한 모습이지만, 엄격한 좌우대칭을 이룬 옷주름선은 상당히 형식화되었다. 광배(光背)는 끝이 둥근 반원형으로 머리광배와 몸광배를 선으로 도드라지게 구분했을 뿐 아무런 무늬도 없다. 대좌(臺座)는 반원형으로 연꽃이 새겨진 상대와 일부가 땅속에 묻힌 4각형의 하대로 되어있다.
균형있는 신체표현, 단아하고 탄력있는 양감 등 신라적 특징에 형식화된 고려적 요소가 결합된 작품이다.

## 참고 문헌
- 하동 정서리 석조여래입상 - 국가유산청 국가유산포털